# Éric Boreau
Éric Boreau, né le 4 octobre 1962, est un pilote de Rallye automobile amateur.
Il a notamment participé pendant plusieurs saisons aux formule de promotions de chez Citroën en s'y construisant un certain palmarès.

## Palmarès
- 2004 - 2e ex aequo du Challenge Citroën C2;
- 1999 - vainqueur du Challenge Citroën Saxo VTS;
- 1998 - 2e du Challenge Citroën Saxo VTS;
- 1996 - vainqueur du Challenge Citroën AX GTI;
- 1995 - 3e du Challenge Citroën AX GTI.